# Débora Gonçalves
Débora Gonçalves (sinh ngày 19 tháng 2 năm 1985) là một cầu thủ bóng rổ và ca sĩ gốc Bồ Đào Nha. Cô chơi trong đội bóng rổ nữ Cabo Verde năm 2005.
Sự nghiệp ca hát của cô đã được đưa ra trong chương trình truyền hình Ídolos năm 2003. Cô cũng xuất hiện trong mùa đầu tiên của The Voice Bồ Đào Nha vào năm 2011.